# Lijst van voetbalinterlands Jordanië - Pakistan
Deze lijst van voetbalinterlands is een overzicht van alle officiële voetbalwedstrijden tussen de nationale teams van Jordanië en Pakistan. De landen hebben tot op heden negen keer tegen elkaar gespeeld. De eerste ontmoeting, een kwalificatiewedstrijd voor de Azië Cup 1988, vond plaats in Kuala Lumpur (Maleisië) op 10 april 1988. Het laatste duel, een kwalificatiewedstrijd voor het Wereldkampioenschap voetbal 2026, werd gespeeld op 26 maart 2024 in Amman.

## Wedstrijden
| № | Plaats       | Datum            | Competitie                 | Wedstrijd           | Uitslag |
| - | ------------ | ---------------- | -------------------------- | ------------------- | ------- |
| 1 | Kuala Lumpur | 10 april 1988    | Azië Cup 1988 kwalificatie | Pakistan − Jordanië | 0 − 1   |
| 2 | Irbid        | 30 mei 1993      | WK 1994 kwalificatie       | Jordanië − Pakistan | 3 − 1   |
| 3 | Chengdu      | 20 juni 1993     | WK 1994 kwalificatie       | Pakistan − Jordanië | 0 − 5   |
| 4 | Amman        | 9 augustus 1996  | Azië Cup 1996 kwalificatie | Jordanië − Pakistan | 4 − 0   |
| 5 | Doha         | 6 april 2000     | Azië Cup 2000 kwalificatie | Pakistan − Jordanië | 0 − 5   |
| 6 | Amman        | 22 februari 2006 | Azië Cup 2007 kwalificatie | Jordanië − Pakistan | 3 − 0   |
| 7 | Lahore       | 11 oktober 2006  | Azië Cup 2007 kwalificatie | Pakistan − Jordanië | 0 − 3   |
| 8 | Islamabad    | 21 maart 2024    | WK 2026 kwalificatie       | Pakistan − Jordanië | 0 − 3   |
| 9 | Amman        | 26 maart 2024    | WK 2026 kwalificatie       | Jordanië − Pakistan | 7 − 0   |

## Samenvatting
| Competitie            | Totaal gespeeld | Winst Jordanië | Gelijk | Winst Pakistan | Doelsaldo Jordanië – Pakistan |
| --------------------- | --------------- | -------------- | ------ | -------------- | ----------------------------- |
| WK-kwalificatie       | 4               | 4              | 0      | 0              | 18 − 1                        |
| Azië Cup-kwalificatie | 5               | 5              | 0      | 0              | 16 − 0                        |
| Totaal                | 9               | 9              | 0      | 0              | 34 − 1                        |

JFA · A-internationals · Bondscoaches · Selecties · Jordaans vrouwenelftal · Olympisch elftal · Jordanië U20 · Jordanië U19 · Jordanië U18 · Jordanië U17
1953 – 1969 · 
1970 – 1979 · 
1980 – 1989 · 
1990 – 1999 · 
2000 – 2009 · 
2010 – 2019 ·
2020 − 2029
1953 · 
1954 · 1955 · 1956 · 
1957 · 
1958 · 1959 · 1960 · 1961 · 1962 · 
1963 · 
1964 · 
1965 · 
1966 · 
1967 · 1967 · 1969 · 1970 · 
1971 · 
1972 · 1973 · 
1974 · 
1975 · 
1976 · 
1977 · 1978 · 1979 · 1980 · 
1981 · 
1982 · 
1983 · 
1984 · 
1985 · 
1986 · 
1987 · 
1988 · 
1989 · 
1990 · 
1991 · 
1992 · 
1993 · 
1994 · 1995 · 
1996 · 
1997 · 
1998 · 
1999 · 
2000 · 
2001 · 
2002 · 
2003 · 
2004 · 
2005 · 
2006 · 
2007 · 
2008 · 
2009 · 
2010 · 
2011 · 
2012 · 
2013 · 
2014 ·
2015 ·
2016 ·
2017 ·
2018 ·
2019 ·
2020 ·
2021 ·
2022 ·
2023
Afghanistan ·
Albanië ·
Algerije ·
Armenië ·
Australië ·
Azerbeidzjan ·
Bahrein ·
Bangladesh ·
Bosnië en Herzegovina ·
Bulgarije ·
Cambodja ·
China ·
Colombia ·
Cyprus ·
Ecuador ·
Egypte ·
Estland ·
Filipijnen ·
Finland ·
Georgië ·
Haïti ·
Hongarije ·
Hongkong ·
India ·
Indonesië ·
Irak ·
Iran ·
Ivoorkust ·
Jamaica ·
Japan ·
Jemen ·
Kazachstan ·
Kenia ·
Kirgizië ·
Koeweit ·
Kosovo ·
Kroatië ·
Laos ·
Libanon ·
Libië ·
Litouwen ·
Maleisië ·
Malta ·
Marokko ·
Mauritanië ·
Moldavië ·
Nepal ·
Nieuw-Zeeland ·
Nigeria ·
Noord-Korea ·
Noorwegen ·
Oezbekistan ·
Oman ·
Pakistan ·
Palestina ·
Paraguay ·
Qatar ·
Saoedi-Arabië ·
Servië ·
Sierra Leone ·
Singapore ·
Slowakije ·
Soedan ·
Spanje ·
Sri Lanka ·
Syrië ·
Tadzjikistan ·
Taiwan ·
Thailand ·
Trinidad en Tobago ·
Tsjaad ·
Tunesië ·
Turkmenistan ·
Uruguay ·
Verenigde Arabische Emiraten ·
Vietnam ·
Wit-Rusland · 
Zambia ·
Zimbabwe ·
Zuid-Jemen ·
Zuid-Korea ·
Zuid-Soedan ·
Zweden
PFF · A-Internationals · Olympisch elftal · Pakistaans vrouwenelftal
1950 – 1959 · 
1960 – 1969 · 
1970 – 1979 · 
1980 – 1989 · 
1990 – 1999 · 
2000 – 2009 · 
2010 – 2019 ·
2020 − 2029
Afghanistan ·
Bahrein ·
Bangladesh ·
Bhutan ·
Brunei ·
Cambodja ·
China ·
Djibouti ·
Filipijnen ·
Guam ·
India ·
Indonesië ·
Irak ·
Iran ·
Israël ·
Japan ·
Jemen ·
Jordanië ·
Kazachstan ·
Kenia ·
Kirgizië ·
Koeweit ·
Libanon ·
Macau ·
Malediven ·
Maleisië ·
Mauritius ·
Myanmar ·
Nepal ·
Noord-Korea ·
Oman ·
Palestina ·
Qatar ·
Saoedi-Arabië ·
Singapore ·
Sri Lanka ·
Syrië ·
Tadzjikistan ·
Taiwan ·
Thailand ·
Turkije ·
Turkmenistan ·
Verenigde Arabische Emiraten ·
Zuid-Korea ·
Zuid-Vietnam